# Абда од Хире
Абда од Хире (умро 680. године) био је монах Асиријске цркве Истока.
Рођен је у Ал-Хири, од оца Ханифа. Он је постао монах за време Абда од Гамре. Проповедао је хришћанство заратустријанским Персијанцима и приповедало се да је учинио многа чуда пре него што је умро у својој пећини 680. године.